# Dziedzickia freemani
Dziedzickia freemani är en tvåvingeart som beskrevs av Lane 1954. Dziedzickia freemani ingår i släktet Dziedzickia och familjen svampmyggor. Inga underarter finns listade i Catalogue of Life.